# Compus de cinci cubohemioctaedre
În geometrie compusul de cinci cubohemioctaedre este un compus poliedric uniform format din 5 cubohemioctaedre, cu simetrie icosaedrică (Ih).
Are indicele de compus uniform UC60.

## Colorare
Există unele controverse cu privire la modul de colorare al fețelor acestui compus poliedric. Deși modalitatea obișnuită de a colora un poligon este doar de a-i colora întregul interior, acest lucru poate duce la unele zone care formează doar suprafețe în jurul unui spațiu gol. Prin urmare, uneori este folosită ca metodă de colorare mai precisă „colorarea neo”. În colorarea neo, poliedrele orientabile sunt colorate în mod tradițional, dar poliedrele neorientabile au fețele colorate prin metoda modulo 2 (sunt colorate doar zonele cu densitatea impară. În plus, zonele suprapuse ale fețelor coplanare se pot anula reciproc.
| Colorare tradițională | "Colorare neo" |

## Mărimi asociate

### Coordonate carteziene
Are aeclași aranjament al vârfurilor cu compusul de cinci cubohemioctaedre ca urmare coordonatele carteziene ale vârfurilor acestui compus sunt toate permutările ciclice ale
{\displaystyle \left(\,\pm 2,\,0\,\pm 2\,\right)}
{\displaystyle \left(\,\pm \varphi ,\,\pm \varphi ^{-1},\,\pm (2\varphi -1)\,\right)}
{\displaystyle \left(\,\pm 1,\,\pm \varphi ^{-2},\,\pm \varphi ^{2}\,\right)}
unde {\displaystyle \varphi ={\frac {1+{\sqrt {5}}}{2}}} este secțiunea de aur.

### Volum
Următoarea formulă pentru volum V este stabilită pentru lungimea laturilor tuturor poligoanelor (care sunt regulate) a:
{\displaystyle V=5{\sqrt {2}}\,a^{3}\approx 7,071068~a^{3}.}